# Нижнее Провалье
Ни́жнее Прова́лье (укр. Ни́жнє Прова́лля) — река в Ростовской области России и Луганской области Украины. Берёт исток на северном склоне Донецкого кряжа, в северной части города Гуково. Впадает в реку Большую Каменку, возле села Верхнегерасимовка. Длина реки — 31 км, площадь её водосборного бассейна — 232 км².

## Течение
Нижнее Провалье берёт начало на северном склоне Донецкого кряжа, в северной части города Гуково (Ростовской область), на высоте 220 метров над уровнем моря. В реку там сбрасываются через систему очистки промышленные воды. Далее течёт с юга на север и протекает через следующие районы: через Красносулинский и Каменский районы Ростовской области России и Краснодонский район Луганской области Украины. Левый, западный берег высокий, правый более пологий.

## Водный режим
Весной половодье, в это время года река бурная. Летом она замедляется и распадается на глубокие спокойные омуты и быстрые перекаты.

## Животный мир
В пойме по берегам реки растёт лес. В самой реке обитает голавль, пескарь.